# 宋金升
宋金升（1932年—2020年7月6日），河北人，中华人民共和国政治人物，中国农工民主党中央副主席。

## 生平
1953年加入中国农工民主党，1948年加入中国共产党。1951年至1953年，在中央交通部海运总局工作，1953年至1958年，在唐山铁道学院学习。1958年，在唐山铁道学院工作，先后任机械系中共党总支副书记、党委办公室副主任、党总支书记。1965年，参加石家庄电务段“四清”工作，兼任“四清”工作队党委副书记。1984年，在铁道部太原运输管理干部学院工作，先后任教务处处长、副院长、院长兼中共党委副书记。1992年调北京工作，历任中国农工民主党中央副主席兼秘书长，农工党中央驻会副主席兼任中国初级卫生保健基金会副主任。1993年后，任全国政协第八届委员会委员兼副秘书长、第九届委员会常委兼副秘书长。2003年，任全国政协第十届委员会常委兼教科文卫委员会副主任，中国农工民主党中央名誉副主席。
2020年7月6日在北京去世，享年88岁。